# تشارلز هاريسون (سياسي)
تشارلز هاريسون (بالإنجليزية: Charles Harrison)‏ هو بحار ونقابي وسياسي أسترالي، ولد في 5 فبراير 1915، وتوفي في 4 يونيو 1986. حزبياً، نشط في حزب العمال الأسترالي (فرع جنوب أستراليا) ‏. وقد انتخب عضو مجلس النواب جنوب أستراليا من الجمعية عن دائرة Electoral district of Albert Park (South Australia) ‏ وقد انضم خلال فترته النيابية (30 مايو 1970 – 14 سبتمبر 1979)  للكتلة البرلمانية حزب العمال الأسترالي (فرع جنوب أستراليا) ‏.